# Andrena avulsa
Andrena avulsa är en biart som beskrevs av Laberge och Ribble 1972. Andrena avulsa ingår i släktet sandbin, och familjen grävbin. Inga underarter finns listade i Catalogue of Life.